# Platoon
Platoon è un film del 1986, scritto e diretto da Oliver Stone che tratta della sua permanenza in Vietnam come volontario durante la guerra ed è ispirato alle reali esperienze vissute dal regista  tra il 1967 e il 1971 durante il servizio militare.
La pellicola vinse 4 premi Oscar su 8 candidature e Oliver Stone fu premiato anche con l'Orso d'argento a Berlino come miglior regista.
Nel 1998 l'American Film Institute l'ha inserito all'ottantatreesimo posto della classifica dei migliori cento film statunitensi di tutti i tempi, mentre dieci anni dopo, nella lista aggiornata, è sceso all'ottantaseiesimo posto. Nel 2019 è stato scelto per la conservazione nel National Film Registry della Biblioteca del Congresso degli Stati Uniti.

## Trama
Chris Taylor, un giovane americano, parte volontario per la guerra del Vietnam per motivi ideologici: non trova infatti giusto che tocchi sempre ai ragazzi appartenenti alle classi disagiate e alle minoranze etniche rischiare la vita per la patria. Assegnato ad un plotone pittoresco per varietà di composizione e disumanizzato dall'esperienza brutale della guerra nella giungla, in breve tempo Chris viene iniziato alle esigenze di quella vita violenta, incluso l'uso della droga per difendersi dalla nostalgia ed esorcizzare la paura. Il giovane e inesperto tenente Wolfe comanda il gruppo, ma i due veri leader sono il sergente maggiore Robert "Bob" Barnes, cinico e spietato, e il più umano sergente Elias Grodin, ormai in Vietnam da tre anni.
Durante una ricognizione nella giungla, Barnes scopre un villaggio e decide di aggredirne gli abitanti e distruggere le abitazioni, come ritorsione per l'uccisione di alcuni compagni di plotone da parte dei vietcong. Ritiene che le persone del luogo diano rifugio e sostegno ai nemici, interroga quindi in modo brutale il capovillaggio, uccidendone la moglie e minacciando di sparare alla figlia ancora bambina. La strage viene interrotta da Grodin, che aggredisce Barnes e gli promette un rapporto ai superiori sulle atrocità da lui commesse. Il plotone a questo punto si divide in due fazioni, tra chi si schiera con Barnes e chi invece sostiene Grodin. Colpito dagli orrori a cui ha assistito, Chris prova ammirazione per il coraggio e la rettitudine di Grodin, diventando suo amico. 
Tale episodio, come in molti altri film che trattano della guerra del Vietnam, si ispira al più atroce episodio di quel conflitto, noto alla storia come massacro di Mỹ Lai, in cui i soldati americani commisero atrocità tra cui stupri anche di giovanissime, uccisioni indiscriminate di civili innocenti, distruzione delle case e risorse degli abitanti, ritenuti alleati dei vietcong, nonostante non vi fossero prove.
In quest'ottica la figura del comandante del plotone, Tenente Wolfe, sia per l'incapacità di controllare i propri uomini sia per altre caratteristiche, può ricondursi al principale responsabile di My Lai, l'allora Tenente dell'Esercito USA William Calley, condannato a diversi anni di detenzione militare proprio per quella vicenda.
Il plotone si rimette in marcia per un'azione contro un bunker dei vietcong, sotto una pioggia torrenziale. Per un errore del tenente Wolfe, che dà coordinate sbagliate via radio, il plotone viene falcidiato dall'artiglieria amica. Mentre Chris porta in salvo i feriti, Barnes si imbatte in Grodin isolato nella giungla e gli spara a sangue freddo, per evitare di essere condotto di fronte alla corte marziale a causa dei crimini di cui Grodin è stato testimone. Dall'alto dell'elicottero di soccorso, Chris e i compagni notano sconvolti che Grodin, miracolosamente sopravvissuto ai proiettili di Barnes, sta fuggendo, ferito e disperato: l'uomo è inseguito da una squadra di vietcong e, colpito ripetutamente, muore. Dall'apprensione sul volto di Barnes, mentre osserva gli ultimi momenti di vita di Grodin, Chris intuisce che sia lui il responsabile della morte dell'amico. 
La sera stessa, il ragazzo ha un duro scontro con Barnes, che in un impeto di collera e sotto effetto dell'alcool arriva quasi ad ucciderlo. Taylor comprende che nessuno può mettersi contro il crudele sergente, e che la morte di Grodin resterà probabilmente impunita.
Nell'ultima azione di guerra della sua ferma di volontario, Chris scampa ad un micidiale agguato dei vietcong che annientano quasi completamente il plotone e al successivo bombardamento americano col napalm. Chris perde i sensi durante l'attacco del bombardiere, e al risveglio si imbatte in Barnes, che ferito alle gambe tenta con le poche forze che gli restano di mettersi in salvo. Chris lo uccide ignorando le sue richieste di aiuto, vendicando in questo modo Grodin e le vittime civili dello spietato sottufficiale.
Il ragazzo lascia finalmente il Vietnam in elicottero per far ritorno a casa ed il film si chiude con la sua ultima riflessione sulla guerra:

## Produzione
Stone decide di iniziare la lavorazione di una sceneggiatura di quello che sarà il suo film più celebre: il risultato sarà Platoon in cui le vicende narrate sono le reali esperienze vissute dal regista statunitense durante la sua permanenza nella guerra del Vietnam. Egli infatti inizia la scrittura del copione non molto tempo dopo esser rientrato dal Vietnam nel 1968. Inizialmente Hollywood snobba la sceneggiatura in quanto molti produttori son del parere che quello che c'è da dire sulla guerra del Vietnam è già stato riportato in film di grande successo come Apocalypse Now e Il cacciatore, tuttavia la forza del copione di Stone attira ugualmente alcuni produttori che vedono in lui un'enorme potenzialità. Gli verrà quindi assegnata la stesura di una sceneggiatura per un altro film, Stone accettò e scrisse Fuga di mezzanotte nel 1977, grazie a cui vinse l'Oscar alla migliore sceneggiatura non originale (prima statuetta per Stone) fatto che fece comprendere a tutta Hollywood l'enorme potenziale di Stone; non gli fu difficile quindi trovare il produttore per poter iniziare la lavorazione di Platoon.
Il film è stato girato, seguendo il grande esempio di Apocalypse Now, capolavoro del regista Francis Ford Coppola, sull'isola di Luzon, nelle Filippine, a partire dal febbraio 1986. La produzione del film è stata quasi annullata per colpa degli sconvolgimenti politici nel paese, a causa di Ferdinand Marcos, dittatore del Paese. Superati i problemi, le riprese continuarono come previsto. All'arrivo nelle Filippine, i componenti del cast furono sottoposti ad un corso di due settimane di formazione intensiva da parte di Dale Dye (ex-capitano dei Marines durante la guerra del Vietnam e interprete del capitano Harris), durante il quale dovettero scavare trincee e subire marce forzate e "agguati" notturni.
La produzione ha fatto un accordo con l'esercito filippino per l'uso di attrezzature militari. Il film ha avuto veri rifugiati vietnamiti che agirono in diversi ruoli nel film. Le riprese durarono un totale di 54 giorni.
Dopo che i ruoli principali furono offerti ad attori come William Petersen, Keanu Reeves e Kyle MacLachlan e rifiutati dagli stessi per vari motivi, Stone si circondò di un cast di attori del calibro di Charlie Sheen (figlio di Martin, protagonista di Apocalypse Now), Willem Dafoe, Tom Berenger e i giovanissimi Johnny Depp e Forest Whitaker.

### Cast
- Il regista Oliver Stone fa una fugace apparizione nel film: è l'ufficiale al telefono nel bunker colpito da un kamikaze vietcong, verso la fine del film.
- James Woods, che aveva recitato nel precedente film di Stone, Salvador, fu chiamato per un ruolo nel film, ma rifiutò la parte.
- L'attore William Petersen rifiutò di recitare nel film per interpretare il protagonista di Prima base.
- Per il ruolo del sergente Barnes, la produzione pensò inizialmente a Kevin Costner come interprete, ma l'attore rifiutò perché impegnato nella pre-produzione di una coppia di film: Senza via di scampo e Gli intoccabili. Fu allora scelto Tom Berenger.

## Distribuzione e incassi
Il film è stato distribuito il 19 dicembre 1986 negli Usa e ha incassato 140 milioni di dollari a fronte di un budget di soli 6 milioni di dollari. In Italia è uscita il 13 marzo 1987, classificandosi terzo al box-office della stagione 1986/87 dietro a Il nome della rosa e Top Gun.

## Colonna sonora
Il 29 aprile 1987 è stata pubblicata la colonna sonora del film, intitolata Platoon e prodotta dalla Atlantic Records.

### Tracce
1. The Village (Adagio for Strings - Samuel Barber) - Vancouver Symphony Orchestra
2. The Tracks of My Tears - Smokey Robinson
3. Okie from Muskogee - Merle Haggard
4. Hello, I Love You - The Doors
5. White Rabbit - Jefferson Airplane
6. Barnes Shoots Elias - Vancouver Symphony Orchestra
7. Respect - Aretha Franklin
8. (Sittin' on) the Dock of the Bay - Otis Redding
9. When a Man Loves a Woman - Percy Sledge
10. Groovin' - The Young Rascals
11. Adagio for Strings - Samuel Barber - Vancouver Symphony Orchestra

## Riconoscimenti
- 1987 - Premio Oscar
  - Miglior film a Arnold Kopelson
  - Migliore regia a Oliver Stone
  - Miglior montaggio a Claire Simpson
  - Miglior sonoro a John Wilkinson, Richard D. Rogers, Charles Grenzbach e Simon Kaye
  - Candidatura Miglior attore non protagonista a Tom Berenger
  - Candidatura Miglior attore non protagonista a Willem Dafoe
  - Candidatura Migliore sceneggiatura originale a Oliver Stone
  - Candidatura Migliore fotografia a Robert Richardson
- 1987 - Golden Globe
  - Miglior film drammatico
  - Migliore regia a Oliver Stone
  - Miglior attore non protagonista a Tom Berenger
  - Candidatura Migliore sceneggiatura a Oliver Stone
- 1988 - Premio BAFTA
  - Migliore regia a Oliver Stone
  - Miglior montaggio a Claire Simpson
  - Candidatura Migliore fotografia a Robert Richardson
- 1987 - Independent Spirit Award
  - Miglior film a Arnold Kopelson
  - Migliore regia a Oliver Stone
  - Migliore sceneggiatura a Oliver Stone
  - Migliore fotografia a Robert Richardson
  - Candidatura Miglior attore protagonista a Willem Dafoe
- 1987 - Kansas City Film Critics Circle Award
  - Migliore regia a Oliver Stone
- 1987 - Boston Society of Film Critics Award
  - Migliore regia a Oliver Stone
- 1988 - Awards of the Japanese Academy
  - Miglior film straniero
- 1987 - Festival di Berlino
  - Migliore regia a Oliver Stone
  - Candidatura Orso d'Oro a Oliver Stone
- 1986 - New York Film Critics Circle Award
  - Candidatura Miglior film
  - Candidatura Migliore regia a Oliver Stone
- 1988 - ASCAP
  - ASCAP Award a Georges Delerue
- 1987 - American Cinema Editors
  - Miglior montaggio a Claire Simpson
- 1987 - Casting Society of America
  - Miglior casting per un Film a Pat Golden e Bob Morones
- 1987 - Directors Guild of America
  - DGA Award a Oliver Stone e H. Gordon Boos (Assistente Regista)
- 1987 - National Society of Film Critics Award
  - Candidatura Miglior film
- 1988 - Political Film Society
  - PFS Award
- 1987 - Writers Guild of America
  - Candidatura WGA Award a Oliver Stone
- 1987 - Ciak d'oro
  - Miglior film straniero

## Merchandising
Tra il 1986 e il 1988 venne a formarsi un marketing pubblicitario in modo da sostenere il successo del film. La Ocean Software produsse il videogioco Platoon basato sul film e destinato a diverse piattaforme; inoltre uscirono un gioco da tavolo e un adattamento letterario. Un altro videogioco sempre intitolato Platoon, basato sul film ma non collegato al precedente, uscì nel 2002 per Windows.